# Russkie Witiazi Czechow
Russkie Witiazi Czechow (ros. Русские Витязи Чехов) – rosyjski klub hokeja na lodzie juniorów z siedzibą w Czechowie.

## Historia
- Witiaź 2 Czechow (-2009)
- Russkie Witiazi Czechow (2009-)

Od 2009 drużyna występuje w rozgrywkach juniorskich MHL. Zespół działa jako stowarzyszony z klubem Witiaź Podolsk z seniorskich rozgrywek KHL, w latach 2003–2013 działający jako Witiaź Czechow.
Od 1 lipca 2021 drużyna została przeniesiona do Podolska.

## Szkoleniowcy
- Aleksiej Jaruszkin (2009-2010)[4]
- Siergiej Gomolako (2010-2011)[5]
- Aleksiej Jaruszkin (2011-2012)[6]
- ? (2012-2013)[7]
- Wiaczesław Dolisznia (2014-2016)[8][9][10]
- Lew Bierdiczewski (2016-2018)[11][12]
- Maksim Biec (2018-2019)[13][14]
- Rustiem Kamaletdinow (2020-)[15][16]
- Aleksiej Podalinski (2022-)[17]

Do sztabu trenerskiego wchodzili Dmitrij Subbotin, Alaksandr Żuryk.